# Table des caractères Unicode/U11AB0
Cette page contient des caractères spéciaux ou non latins. S’ils s’affichent mal (▯, ?, etc.), consultez la page d’aide Unicode.
Table des caractères Unicode U+11AB0 à U+11ABF.

## Seize caractères
Ces seize caractères sont attribués à l'extension A des syllabiques aborigènes canadiens unifiés.

### Table des caractères
|         | 0 | 1 | 2 | 3 | 4 | 5 | 6 | 7 | 8 | 9 | A | B | C | D | E | F |
| ------- | - | - | - | - | - | - | - | - | - | - | - | - | - | - | - | - |
| U+11AB0 |   |   |   |   |   |   |   |   |   |   |   |   |   |   |   |   |